# Zoltán Sándor (grafikus)
Zoltán Sándor (eredeti neve: Balássy Zoltán; Budapest, 1943. március 4. − Veszprém, 2015. május 7.) magyar grafikus. https://budapestaukcio.hu/zoltan-sandor/festo

## Életútja, munkássága
A Dési Huber Körben tevékenykedett 1966 és 1968 közt. Képzőművészeti tanulmányokat magánúton folytatott, Bálint Endrénél és Szilágyi Máriánál tanult. 1978-ig Balássy Zoltán néven működött. 1978-tól 1985-ig az NSZK-ban élt, 1994 óta Győrben majd rövid ausztriai meg német tartózkodás után  2014 óta Veszprémben egészen bekövetkezett haláláig..
Bálint Endre és Max Ernst hatását mutató szürrealista kollázsai szereztek ismertséget művészetének az 1970-es években.
Majd önkifejezését és sajátos stílusát az úgynevezett dobozművészetben találta meg, doboznyi tereket rendezett be a legkülönfélébb elemekből, talált vagy készített képekből, tárgyakból, fényképekből, torzókból, játékokból, tükrökből, művészeti reprodukciókból, alkotói fantáziával egybeszerkesztett elemei szürreális hangulatot sugalltak, leginkább a francia új-realisták és az amerikai pop-art assemblage alkotásaival rokoníthatók.
A dobozművészetnek régi hagyományai vannak, a 18. században születtek meg a Wunderkammerek, azaz csodakamrák. Ezekben a még szabályos szobákban az uralkodók természettudományos furcsaságokat és egzotikus tárgyakat gyűjtöttek össze. Németalföldön „kukucskálódobozokat” készített egy holland festő, Samuel van Hoogstraten.
Az Osztrák-Magyar Monarchia területén kialakultak az apácamunkák, keretbe rakott és különböző szakrális tárgyakkal díszített ereklye képecskék-dobozkák. A dobozok a 20. század elején, a dadaizmus és a szürrealizmus korában önálló tárgyakká, műfajjá váltak, Man Ray művei, Kurt Switters épített terei, stb.
A modern magyar művészetben 1970 körül jelentek meg a kifejezetten dobozművek, egyik első felélesztője Zoltán Sándor. A lényeg  „a dolgok, a javak összeterelése, együtt tartása, bekerítése...” Kováts Albert definíciója nyomán.
Zoltán Sándor műveiből az Első Magyar Látványtár (Tapolca-Diszel) és a Kiscelli Múzeum (Budapest) őriz példányokat. Néhány dobozműve az Első Magyar Látványtárból és egy magángyűjteményből:
- Ország Lili szív I., 1991

doboz, vegyes technika, 37,5×41×10 cm
Az Első Magyar Látványtár tulajdona
- Két lélekmadár, 1991

nyitott doboz, fehérre festett fa, 2 karajcsont, műanyag sakkfigura 23,5×19,5×7 cm
Az Első Magyar Látványtár tulajdona
- Szerelmes bohóc (Dorosz K. úrnak), 1991

doboz, vegyes technika, 29,5×36×15 cm
Az Első Magyar Látványtár tulajdona
- Karácsonyi szívem, 1992

vegyes technika, 14×14 cm
Albert Katalin & Ganczaugh Miklós tulajdona

## Kiállításai (válogatás)

### Egyéni
- 1978 • Koppenhága
- 1981 • Galerie Bredeneyer, Essen • WAZ Galerie, Essen
- 1985 • Galerie Calico, Essen
- 1990 • II. Rákóczi Ferenc Megyei Könyvtár, Miskolc
- 1991 • Várfok 14 Galéria, Budapest
- 1994 • Műcsarnok, Győr
- 1997 • Városi Művészeti Múzeum (Nagy Ildikóval), Győr (katalógussal)
- 2005 • Dobozok, Rómer Flóris Művészeti és Történeti Múzeum, Győr
- 2010 • Dobozok, kollázsok, Memoart Galéria, Budapest.

### Csoportos
- 1984 • Meglökött csendélet, Fészek Galéria, Budapest
- 1991 • Nyúl, Miskolci Galéria, Miskolc
- 1992 • A.B.S.O.L.U.T. Tükrök és dobozok, Tihanyi Múzeum, Tihany
- 1994 • Speculum, Első Magyar Látványtár • Budapest Galéria Lajos u., Budapest
- 1998 • Modern magyar művészet a Kolozsváry-gyűjteményben, Műcsarnok, Budapest
- 2006 • 8x8 – Feketén-fehéren - ef Zámbó István, Nagy Ildikó, Zoltán Sándor kiállítása, Home Galéria, Budapest
- 2007 • Kortárs magángyűjtemények XI. - Dr. Nagy Miklós gyűjteménye[4] Godot Galéria, Budapest
- 2008 • Dobozvilág. Kortárs dobozművészet Magyarországon.[5] Váczy Péter Gyűjtemény, Győr.
- 2011 • Dobozművek – tematikus tárlat,[6] Pelikán Galéria, Székesfehérvár